# Live Shit: Binge & Purge
Live Shit: Binge & Purge este o colecție live a formației Metallica. Înregistrată în lungul turneu de susținere al albumelor ...And Justice for All și Metallica-The Black Album.